# Combat du Pont de Cantache
Chouannerie
Le combat du Pont de Cantache fut une embuscade tendue par les Chouans aux Républicains lors de la Chouannerie.

## Prélude
Le 28 juin 1795, un convoi escorté par 800 soldats républicains partit de Vitré pour se rendre à Rennes. Le chef chouan Alexis du Bouays de Couësbouc en fut prévenu et fit réunir sa troupe à Champeaux. 600 à 700 hommes, membres de la "Légion de Vitré" au sein des Chevaliers catholiques, dirigés par Henri du Boishamon, dont une partie équipée de fusils de chasse, furent présents et s'embusquèrent près du pont de Cantache, un des lieux d'embuscade favoris des Chouans. 20 hommes furent chargés en outre d'aller défendre un petit pont situé un peu plus loin qui servait à l'ancienne route. Les capitaines François Huet, dit La Fleur et Louis Hubert, se postèrent avec leurs hommes plus près du pont principal, derrière une palissade de saules, ils y attendirent les Républicains qui arrivèrent en chantant.

## Le combat
Le chef de bataillon qui les commandait avait placé 120 éclaireurs pour flanquer la colonne, mais, pour traverser le pont, ils furent obligés de se réunir à l'avant-garde, forte de 40 hommes et s'engagèrent sur le pont sans se former. À ce moment les Chouans de Hubert et Huet ouvrirent le feu, il fut très meurtrier et la moitié des Républicains tombèrent, les autres se replièrent. Sur le petit pont, quelques Républicains essayèrent également de passer mais furent repoussés. 
Le chef de bataillon réunit alors toute sa colonne, il donna l'ordre de faire rétrograder le convoi sur Vitré et fit avancer ses troupes au pas de charge. L'attaque fut si rapide que les Chouans se replièrent, en essayant d'attirer les Républicains dans une deuxième embuscade où se trouvait le gros de la troupe des Chouans. Mais des tirs trop précipités firent découvrir l'embuscade aux Républicains. Les Chouans étaient retranchés dans un long fossé, situé de l'autre côté d'un champ assez escarpé. 
Les Républicains se formèrent en bataille et leur chef de bataillon mena la charge baïonnette au canon. Sans tirer de coup de feu, ils traversèrent le champ. Face à cette charge, les Chouans prirent peur et la moitié d'entre eux se mirent à fuir, ils se rallièrent dans un deuxième fossé plus éloigné et continuèrent le feu sur les Républicains, mais au risque de toucher leurs camarades de la première ligne, qui, bien qu'à couvert, se retrouvèrent entre deux feux.
Lorsque les Républicains furent proches du premier fossé, Alexis du Bouays de Couësbouc ordonna une décharge générale, selon Pontbriand, 45 soldats républicains s'écroulèrent, dont leur commandant. Voyant la mort de leur chef, les Républicains s'arrêtèrent et restèrent un moment indécis. Tous les Chouans sortirent alors de leurs fossés et chargèrent. Les Républicains prirent aussitôt la fuite vers le pont. Plusieurs officiers réussirent cependant à rallier plusieurs soldats de l'autre côté du pont et purent tenir les Chouans en respect, sauvant ainsi la colonne d'une destruction totale. 
Les Républicains purent alors se replier en bon ordre et furent rejoints par des renforts venus de Vitré. Le convoi put être sauvé.
Voici un épisode de ce combat décrit par Paul du Breil de Pontbriand :

« C'était un total de près de quinze cents hommes [de l'Armée révolutionnaire], dont trois cents se portèrent sur la route de Saint-Aubin-des-Landes, en passant par Vitré, pour tourner les royalistes. La situation devenait des plus critiques. Couësbouc se battait toujours dans les bas-fonds avec son intrépidité ordinaire (...). Boishamon et Pontbriand s'établirent sur les petites hauteurs du Bois-Bide, qui bordent la rive droite de la Vilaine, et arrêtèrent la garnison de Vitré, pendant qu'ils faisaient passer la Vilaine à leurs troupes. (...) Sitôt le passage de la Vilaine effectué, la fusillade éclata sur les hauteurs de Saint-Aubin avec le détachement qui opérait le mouvement destiné à cerner les royalistes. Pontbriand la soutint avec quelques compagnies, pendant qu'Henri de Boishamon tenait ferme, à l'arrière, sur les bords de la Vilaine. Ils donnaient ainsi le temps au gros de leurs forces de se retirer au-delà de la rivière d'Étrelles (...). Le passage en fut assez lent car une simple poutre y servait de pont. (...) On s'était battu pendant près de trois heures ; plus de 2 000 hommes avaient été engagés. »

## Carte
Carte des lieux

## Note
1. 1 2 3  Chiffres de Toussaint du Breil de Pontbriand (Chouan)
2. ↑  Louis Hubert, né le 25 mai 1770 à Saint-M'Hervé, tué le 30 mai 1832 lors du combat de Toucheneau (1832)
3. ↑  Paul du Breil de Pontbriand, "Un Chouan, le général Du Boisguy : Fougères-Vitré, Basse-Normandie et frontière du Maine, 1793-1800", 1904, consultable https://gallica.bnf.fr/ark:/12148/bpt6k9747371w/f216.image.r=Saint-Aubin-des-Landes?rk=429186;4